# 21 (álbum)
21 es el segundo álbum de estudio de la cantautora británica Adele. Fue lanzado al mercado el 24 de enero de 2011 en Europa y el 22 de febrero siguiente en Estados Unidos a través de los sellos discográficos XL y Columbia. El título del álbum hace referencia a la edad de Adele cuando comenzó a escribir el mismo. 21 comparte las influencias folk y motown soul de su álbum debut de 19 (2008), pero en este se inspiró más en el género country estadounidense y la música blues sureña a la que estuvo expuesta durante la etapa norteamericana de su gira An Evening with Adele en 2008–09. 21 fue compuesto como consecuencia de la ruptura de la cantante con su expareja, el álbum tipifica la tradición casi latente del cantautor confesando su exploración de la angustia, la introspección y el perdón. Es el álbum más vendido del siglo XXI y es el segundo álbum femenino más vendido de toda la historia.
Adele comenzó a escribir 21 en abril del 2009, cuando todavía estaba involucrada en la relación que posteriormente inspiró el disco. Insatisfecha con una vez más retratarse a sí misma como la tragedia musical de su debut, había tenido la intención de componer un disco más optimista y contemporáneo. Sin embargo, las sesiones de estudio terminaron rápidamente debido a una falta de inspiración de la cantante. A pesar de esto, retomó la producción inmediatamente después de la ruptura de su relación, canalizando su angustia y depresión en sus canciones. Adele colaboró con varios productores y compositores como Rick Rubin, Paul Epworth, Ryan Tedder, Jim Abbiss y Dan Wilson.
Elogiado por los críticos por su producción discreta, estética vintage y la actuación vocal de Adele, 21 superó las modestas expectativas comerciales que su sello discográfico independiente XL Recordings tenía. El álbum encabezó las listas en más de 30 países y se convirtió en el álbum más vendido del año en 2011 y 2012. En el Reino Unido, logró convertirse en el álbum más vendido del siglo 21, el segundo más vendido de todos los tiempos, y el álbum más vendido por un artista en solista de todos los tiempos. En los Estados Unidos, el álbum ocupó la primera posición durante 24 semanas, la duración más larga que cualquier otro álbum desde 1985 y el más largo de una artista solista en la historia de Billboard 200.
Contiene los exitosos sencillos que fueron lanzados para promocionar el álbum «Rolling in the Deep», «Someone Like You», «Rumour Has It» y «Set Fire to the Rain». 21 fue el álbum musical más vendido de 2011 y 2012 y ayudó a revitalizar las ventas atrasadas de la industria musical del Reino Unido y los Estados Unidos. Con ventas de más de 31 millones de copias en todo el mundo es el álbum más vendido del siglo XXI, además de ser el álbum que catapultó a la fama a Adele y su segundo disco más vendido, después de 25 (2015). En el 2020, el álbum fue incluido en la lista de los 500 mejores álbumes de todos los tiempos, de la revista estadounidense Rolling Stone, ocupando el puesto 137.

## Composición y producción

### Primera sesión de escritura
Con tan solo veinte años, Adele inició en abril de 2009 su primera relación amorosa con un hombre diez años mayor que ella, para ese entonces comenzó a escribir las canciones del sucesor de 19. En respuesta a los medios que la llamaron una «alma vieja» después de escuchar las canciones de su álbum debut. Finalmente quiso que su segundo material fuera más optimista y contemporáneo. Pero las primeras sesiones de estudio no tuvieron éxito y después de dos semanas, solo una canción había sido producida «Take It All», una balada de piano que no se aleja mucho a las canciones de 19. Desilusionada de su falta de inspiración, la cantante canceló las demás sesiones de grabación. Escribió a la canción en un momento difícil de su relación, en una ocasión le interpretó la canción a su novio, los dos se metieron en una agria discusión que culminó en el final de la relación de dieciocho meses.
Afligida pero musicalmente estimulada, la intérprete canaliza un torrente de emociones en su música, la elaboración de canciones que examinaron su relación fallida desde la perspectiva de vengativa examante, víctima con el corazón roto y viejo amor nostálgico.

### Sesiones con Paul Epworth, Fraser T. Smith y Ryan Tedder
Adele empezó a escribir el álbum inmediatamente después de la separación con su novio. Un día después de la ruptura, la británica contactó con Paul Epworth queriendo capturar sus emociones en una canción. A pesar de que su idea principal una balada que ella ya había empezado a escribir, Epworth sugirió crear un sonido más agresivo. Juntos, reestructuraron la canción y reescribieron la letra para reflejar la experiencia reciente de Adele, así fue como nació «Rolling in the Deep». La instrumentación evolucionó orgánicamente, después de probar varios riffs de jazz, Adele intentó el primer verso a cappella, inspirando a Epworth a improvisar una melodía en su guitarra acústica. Un sonido de golpeteo de tambor fue configurado para imitar el latido de su corazón. En dos días, un demo fue grabado para ser producido por Rick Rubin, copresidente de Columbia Records más tarde ese año. Sin embargo, Adele se volvió a reunir con Epworth meses más tarde para completar la producción de la canción.

### Título
Primero, Adele intentó llamar a su disco Rolling in The Deep, pero después se negó porque creyó que el título sería un poco confuso para su público. Poco después, la cantante consideró que "21" sería un buen título para su disco, ya que representa la edad que la cantante tenía cuando empezó a trabajar en él y también fue el día en que lo lanzó.

## Lanzamiento y ventas
Se lanza con gran éxito de crítica en todo el mundo, tanto por la interpretación vocal de Adele así como por sus composiciones introspectivas. Precedido por el sencillo principal «Rolling in the Deep», el álbum debuta en el número 1 uno en las listas del Reino Unido, vendiendo 208 000 copias en la primera semana; también consigue el número #1 en otros diecisiete países. En los Estados Unidos, el disco logró llegar a la cima del Billboard 200, con unas ventas de más de 352 000 copias en su primera semana, y alcanzándose en el primero puesto durante 24 semanas, lo que hace el disco con más semanas en lo más alto de la lista desde 1985 y el disco grabado por una mujer con más semanas en el número 1 en la historia de Billboard 200. Fue certificado como Diamante por la RIAA y posicionado como "el mejor álbum de todos los tiempos en el Billboard 200". A lo largo del 2011, el disco vendió una inmensa cantidad de copias, lo que se vio aún más incrementado con el éxito del segundo sencillo, Someone like You. Con el arrasador éxito de Adele, 21 se convirtió en el álbum más vendido del 2011 en todo el mundo.

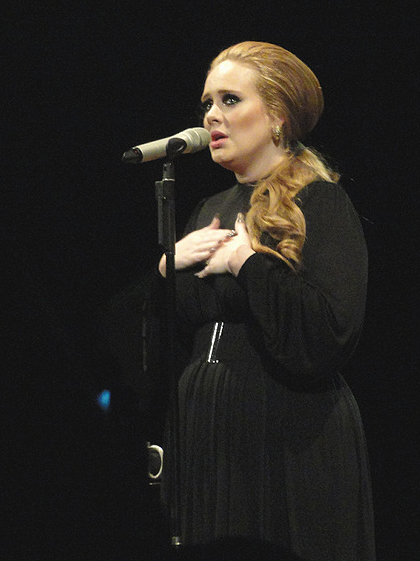
Adele cantando en Seattle, Washington, en agosto de 2011.

Luego del tercer sencillo, Set Fire to the Rain, el disco continuó alzándose como una éxito total. Las descargas en iTunes estaban en el tope y las ventas físicas se mantenían con altos números. 21 se convirtió entonces en el disco más vendido también en el año 2012.
El álbum, entonces, se convirtió en un éxito total en todo el mundo. De acuerdo al sistema de información Nielsen SoundScan, 21 ha vendido 14 millones de copias en Estados Unidos, consiguiendo el disco de diamante en ese país, alzándose como el disco más vendido de la década y convirtiéndose en el disco más vendido por una artista británica en el país.
En México 21 ha sido certificado como disco de Diamante, por más de 300 000 copias vendidas, mientras que en Chile vendió más de 50 000 copias y se convirtió en el quinto álbum más vendido en formato físico durante el siglo XXI, así como también en el título anglo más vendido durante el siglo en el país.
Se ha colocado en lo más alto de las listas en más de 30 países. Ha estado durante 23 semanas en lo más alto de UK Albums Chart, convirtiéndose en el disco grabado por una mujer con más semanas en el número 1 de la historia.
Hasta la fecha, 21 supera las 50 millones de copias vendidas mundialmente, lo que lo convierte en el disco más vendido del siglo XXI. El álbum ostenta además el puesto #23 de los álbumes más vendidos de todos los tiempos, alcanzando a discos legendarios como The Wall de Pink Floyd y Abbey Road de The Beatles. Igualó el récord de Michael Jackson quien gracias a su legendario Thriller logró el dominio total en ventas por 2 años consecutivos. En enero de 2015, 21 es posicionado en el n° 3 de los mejores discos en lo que va de la década de 2010, según Billboard.
21 es escogido como el mejor álbum de 2011 por la revista Rolling Stone. En los Grammy de 2012 recibe el galardón de "Álbum Del Año" y "Mejor Álbum Vocal". Además, la revista Rolling Stone clasificó "21" como el 6° mejor álbum hecho por una artista femenina en la historia de la música. A finales de 2012, había vendido 5 562 000 copias en el Reino Unido, donde se convirtió no solo en el cuarto álbum más vendido en la historia del estado, luego de superar a Thriller de Michael Jackson (1982) y a (What's The Story) Morning Glory? de Oasis sino en el más vendido en el siglo XXI allí.

## Recepción

### Comentarios de la crítica
21 recibió críticas generalmente positivas de los críticos de medios música. En Metacritic, asigna una calificación normalizada de 100 comentarios de los críticos principales, el álbum recibió una puntuación media de 76, basado en 34 opiniones. Los críticos enfatizaron el salto artístico del álbum debut de Adele, tanto en su producción y composición en canciones. Mientras que 19 fue criticado por su moderación lírica y musical, Greg Kot de Chicago Tribune argumentó que, en comparación con su debut, 21 «refuerza la unidad rítmica y el drama en los arreglos musicales».
Además de la producción dramática, los críticos elogiaron la profundidad y madurez en el cambio de Adele. Gary mientras que Simon Harper de Clash escribió: "[En] dos años ... ella ha visto claramente el mundo. Allí donde 19 marcó el canto del cisne turbulento a una vida adolescente, 21 introduce las realidades de la vida adulta, donde las responsabilidades crecen y se combinan con la angustia y las emociones señaladas en su profunda interpretación". En una revisión positiva del álbum, John Murphy, de MusicOMH exploró su correlación temática a la espalda de Amy Winehouse a Black (2006), la identificación de sus temas que impregnan «dolor, la tristeza y la ira». Él proclamó que 21 es «uno de los grandes álbumes en "romper el molde", y el primer registro verdaderamente impresionante de 2011». Del mismo modo, Joseph Viney de Sputnikmusic declaró que «21 combina los «mejores fragmentos del espíritu de la vieja escuela de Aretha Franklin con Lauryn Hill». Sean Fennessey de The Village Voice escribió que el álbum "tiene pasos de una diva y el propósito de una diva. Con un toque de descaro y mucha grandeza, que es una cosa a menudo asombrosa que insiste en su importancia".
Ian Walker de AbsolutePunk llamó al álbum una "obra maestra del pop", pero criticó su sensación desigual, Mientras que Leah Greenblatt de Entertainment Weekly opinó que el álbum es "atemporal". La revista Q comentó que a pesar de la "calidad ligeramente dispersa ... grandeza es tentadoramente a su alcance".

## Lista de canciones
| N.º | Título                 | Escritor(es)                                                                             | Productor(es)  | Duración |  |
| 1.  | «Rolling in the Deep»  | Adele Adkins, Paul Epworth                                                               | Epworth        | 3:48     |  |
| 2.  | «Rumour Has It»        | Adkins, Ryan Tedder                                                                      | Tedder         | 3:43     |  |
| 3.  | «Turning Tables»       | Adkins, Tedder                                                                           | Jim Abbiss     | 4:10     |  |
| 4.  | «Don't You Remember»   | Adkins, Dan Wilson                                                                       | Rick Rubin     | 4:03     |  |
| 5.  | «Set Fire to the Rain» | Adele, Fraser T. Smith                                                                   | Smith          | 4:02     |  |
| 6.  | «He Won't Go»          | Adele, Epworth                                                                           | Rubin          | 4:38     |  |
| 7.  | «Take It All»          | Adkins, Eg White                                                                         | Abbiss         | 3:48     |  |
| 8.  | «I'll Be Waiting»      | Adkins, Epworth                                                                          | Epworth        | 4:01     |  |
| 9.  | «One and Only»         | Adkins, Wilson, Greg Wells                                                               | Rubin          | 5:48     |  |
| 10. | «Lovesong»             | Robert Smith, Simon Gallup, Roger O'Donnell, Porl Thompson, Lol Tolhurst, Boris Williams | Rubin          | 5:16     |  |
| 11. | «Someone like You»     | Adkins, Wilson                                                                           | Wilson, Adkins | 4:45     |  |

| Bonus track de iTunes |                 |              |               |          |  |
| N.º                   | Título          | Letras       | Productor(es) | Duración |  |
| 12.                   | «I Found a Boy» | Adele Adkins | Rick Rubin    | 3:37     |  |

| Bonus tracks de Japón |                                         |                           |                          |          |  |
| N.º                   | Título                                  | Letras                    | Productor(es)            | Duración |  |
| 12.                   | «I Found a Boy»                         | Adele Adkins              | Rick Rubin               | 3:37     |  |
| 13.                   | «Turning Tables» (acústico en vivo)     | Adele Adkins, Ryan Tedder | Jim Abbiss               | 4:20     |  |
| 14.                   | «Don't You Remember» (acústico en vivo) | Adele Adkins, Dan Wilson  | Rick Rubin               | 4:18     |  |
| 15.                   | «Someone like You» (acústico en vivo)   | Adele Adkins, Dan Wilson  | Dan Wilson, Adele Adkins | 5:14     |  |

| Edición limitada de Reino Unido |                              |                                          |                  |          |  |
| N.º                             | Título                       | Letras                                   | Productor(es)    | Duración |  |
| 12.                             | «If It Hadn't Been for Love» | Michael Henderson, Christopher Stapleton | Rodaidh McDonald | 3:08     |  |
| 13.                             | «Hiding My Heart»            | Tim Hanseroth                            | Rodaidh McDonald | 3:28     |  |

| CD adicional de Target Deluxe Edition |                                         |                                                        |                          |          |  |
| N.º                                   | Título                                  | Letras                                                 | Productor(es)            | Duración |  |
| 1.                                    | «Need You Now»                          | Dave Haywood, Josh Kear, Charles Kelley, Hillary Scott |                          | 3:40     |  |
| 2.                                    | «Someone like You» (acústico en vivo)   | Adele Adkins, Dan Wilson                               | Dan Wilson, Adele Adkins | 5:14     |  |
| 3.                                    | «Turning Tables» (acústico en vivo)     | Adele Adkins, Ryan Tedder                              | Jim Abbiss               | 4:20     |  |
| 4.                                    | «Don't You Remember» (acústico en vivo) | Adele Adkins, Dan Wilson                               | Rick Rubin               | 4:18     |  |

## Posicionamiento en listas
| Lista             | Posición más alta |
| ----------------- | ----------------- |
| Alemania          | 1                 |
| Argentina         | 1                 |
| Australia         | 1                 |
| Austria           | 1                 |
| Bélgica (Flandes) | 1                 |
| Bélgica (Valonia) | 1                 |
| Canadá            | 1                 |
| Corea del Sur     | 5                 |
| Croacia           | 1                 |
| Dinamarca         | 1                 |
| Estados Unidos    | 1                 |
| Eslovenia         | 1                 |
| Escocia           | 1                 |
| España            | 2                 |
| Francia           | 1                 |
| Finlandia         | 1                 |
| Grecia            | 1                 |
| Hungría           | 1                 |
| Irlanda           | 1                 |
| Italia            | 1                 |
| Japón             | 1                 |
| México            | 1                 |
| Noruega           | 1                 |
| Nueva Zelanda     | 1                 |
| Polonia           | 1                 |
| Portugal          | 3                 |
| República Checa   | 1                 |
| Rusia             | 3                 |
| Reino Unido       | 1                 |
| Suecia            | 1                 |
| Suiza             | 1                 |
| Taiwán            | 1                 |

| Lista (2011)                    | Posición |
| ------------------------------- | -------- |
| Top álbumes 10 Argentina        | 1        |
| Australian Albums Chart         | 1        |
| Austrian Albums Chart           | 2        |
| Belgian Albums Chart (Flandes)  | 1        |
| Belgian Albums Chart (Wallonia) | 1        |
| Canadian Albums Chart           | 1        |
| Chile Top Álbumes               | 1        |
| Danish Albums Chart             | 2        |
| Dutch Albums Chart              | 1        |
| Finnish Albums Chart            | 4        |
| French Albums Chart             | 1        |
| German Albums Chart             | 1        |
| Hungarian Albums Chart          | 33       |
| Irish Albums Chart              | 1        |
| Italian Albums Chart            | 4        |
| Mexican Albums Chart            | 5        |
| New Zealand Albums Chart        | 1        |
| Polish Albums Chart             | 1        |
| Spanish Albums Chart            | 5        |
| Swedish Albums Chart            | 2        |
| Swiss Albums Chart              | 1        |
| UK Albums Chart                 | 1        |
| US Billboard 200                | 1        |

## Ventas y certificaciones
| América        |                   |             |           |                 |
| Argentina      | CAPIF             | 4× Platino  | 160 000   | [ 89 ]          |
| Brasil         | Pro-Música Brasil | 3× Diamante | 480 000   | [ 90 ]          |
| Canadá         | CRIA              | Diamante    | 800 000   | [ 91 ]          |
| Chile          | IFPI              | 2× Platino  | 20 000    | [ 92 ] [ 13 ]   |
| Estados Unidos | RIAA              | 14× Platino | 14 000    | [ 93 ]          |
| México         | AMPROFON          | Diamante    | 300 000   | [ 57 ]          |
| Venezuela      | AVINPRO           | Platino     | 10 000    | [ 94 ]          |
| Europa         |                   |             |           |                 |
| Alemania       | BMVI              | 8× Platino  | 1 600 000 | [ 95 ]          |
| Austria        | IFPI              | Platino     | 20 000    | [ 96 ]          |
| Bélgica        | IFPI              | 6× Platino  | 180 000   | [ 97 ]          |
| Dinamarca      | IFPI              | 7× Platino  | 140 000   | [ 98 ]          |
| España         | PROMUSICAE        | 5× Platino  | 300 000   | [ 97 ]          |
| Finlandia      | IFPI              | 2× Platino  | 44 055    | [ 99 ]          |
| Francia        | SNEP              | 3× Diamante | 1 500 000 | [ 100 ]         |
| Grecia         | IFPI              | Platino     | 6 000     | [ 101 ]         |
| Hungría        | MAHASz            | Platino     | 6 000     | [ 53 ]          |
| Irlanda        | IRMA              | 18× Platino | 270 000   | [ 102 ]         |
| Italia         | FIMI              | 8× Platino  | 480 000   | [ 103 ]         |
| Noruega        | IFPI              | Platino     | 30 000    | [ 104 ]         |
| Países Bajos   | NVPI              | 9× Platino  | 450 000   | [ 105 ]         |
| Polonia        | ZPAV              | 2× Diamante | 200 000   | [ 106 ]         |
| Portugal       | AFP               | 2× Platino  | 40 000    | [ 107 ]         |
| Suecia         | IFPI              | 3× Platino  | 140 000   | [ 64 ]          |
| Suiza          | IFPI              | 7× Platino  | 210 000   | [ 108 ]         |
| Reino Unido    | BPI               | 18× Platino | 5 100 000 | [ 110 ] [ 111 ] |
| Rusia          | NFPP              | Platino     | 10 000    | [ 63 ]          |
| Unión Europea  | IFPI              | 10× Platino | 10 000    | [ 112 ]         |
| Oceanía        |                   |             |           |                 |
| Australia      | ARIA              | 15× Platino | 1 050 000 | [ 40 ]          |
| Nueva Zelanda  | RIANZ             | 13× Platino | 195 000   | [ 113 ]         |
| África         |                   |             |           |                 |
| Sudáfrica      | RISA              | 2× Platino  | 90 000    | [ 114 ]         |
| Asia           |                   |             |           |                 |
| Japón          | RIAJ              | Platino     | 250 000   | [ 115 ] [ 116 ] |

## Créditos
Créditos de 21.
| - Jim Abbiss – mezclador, productor - Adele – diseño, productora - Philip Allen – ingeniero - Beatriz Artola – ingeniero - Phillip Broussard Jr. – asistente - Lindsay Chase – productor coordinador - AJ Clark – asistente - Tom Coyne – Máster de grabación - Ian Dowling – mezclador - Lauren Dukoff – fotógrafo - Tom Elmhirst – mezclador - Paul Epworth – productor - Greg Fidelman – ingeniero - Fraser T Smith – mezclador, productor - Sara Lyn Killion – asistente - Phil Lee – diseño - Dana Nielsen – Editor, técnico profesional - Dan Parry – asistente, Ingeniero - Steve Price – sección de ingeniero - Mark Rankin – ingeniero - Andrew Scheps – mezclador - Isabel Seeliger-Morley – asistente, Ingeniero - Ryan Tedder – ingeniero, arreglo, productor, programador musical, arreglos - Dan Wilson – productor | Músicos acreditados - Adele Adkins – voz principal - Jo Allen – violín - Stephanie Bennett – arpa - Jerrod Bettis – batería, guitarra, guitarra acústica - Rachel Stephanie Bolt – sección de instrumento - Natalie Bonner – violín - Harry Brown – Trompa arreglos, trombón - David Campbell – sección de arreglos - Carmen Carter – coro, estribillos - Lenny Castro – percussion - Neil Cowley – piano - Ray Carless – Saxofón tenor - Caroline Dale – sección de cuerdas - David Daniels – sección de cuerdas - Rosie Danvers – sección de arrenglos, violín - Chris Dave – batería - Chris Elliot – sección de arrenglos - Paul Epworth – bajos, guitarra, guitarra acústica, guitarra eléctrica, percusión, voz de respaldo - Fraser T Smith – bajo, guitarra, bajo guitarra, piano - Jim Gilstrap – coro, estribillos - David Hidalgo – acordeón, banyo - Smokey Hormel – guitarra - Patrick Kiernan – sección de cuerdas | - Boguslaw Kostecki – sección de cuerdas - Peter Lale – sección de cuerdas - Noel Langley – trompeta - Chris Laurence – sección de cuerdas - Julian Leaper – sección de cuerdas - Rita Manning – sección de cuerdas - Eleanor Mathieson – violín - Stephen Morris – sección de cuerdas - Pino Palladino – bajo - Tom Pigott-Smith – sección de cuerdas - Ruston Pomeroy – violín - Hayley Pomfrett – violín - Josef Powell – coro, estribillos - James Poyser – piano - Rick Rubin – productor - Jenny Sacha – violín - Kotono Sato – violín - Jackie Shave – sección de cuerda - Emlyn Singleton – sección de cuerda - Ash Soan – batería - Matt Sweeney – guitarra - The Invisible – baterías - Ryan Tedder – bajo, baterías, guitarra, guitarra eléctrica, Hammond B3, piano - Ben Thomas –Guitarra acústica y eléctrica - Cathy Thompson – sección de cuerdas - Julia Tillman Waters – coro, estribillos - Carmen Twillie – coro, estribillos - Lorna Maxine Waters – coro, estribillos - Oren Waters – director de coros - Bruce White –sección de cuerdas - Dan Wilson – piano - The Wired Strings – sección de cuerdas - Chris Worsey –sección de cuerdas - Terry Young – coro, estribillos - Warren Zielinski – sección de cuerdas |